# Rapala shakojiana
Rapala shakojiana är en fjärilsart som beskrevs av Matsumura 1929. Rapala shakojiana ingår i släktet Rapala och familjen juvelvingar. Inga underarter finns listade.